# Triraphis purpurea
Triraphis purpurea är en gräsart som beskrevs av Eduard Hackel. Triraphis purpurea ingår i släktet Triraphis och familjen gräs. Inga underarter finns listade i Catalogue of Life.